# Imaginal Disk
Imaginal Disk é o segundo álbum de estúdio da dupla musical americana Magdalena Bay, lançado pela Mom + Pop Music em 23 de agosto de 2024. Ambos os membros da dupla, Mica Tenenbaum e Matthew Lewin, escreveram e produziram o álbum, com Tenenbaum sendo a principal vocalista. É um álbum conceitual centrado na personagem fictícia True. Após um objeto em forma de CD chamado "imaginal disk" (disco imaginal) ser implantado em sua testa para criar o seu eu ideal, seu corpo o rejeita e ela aprende o significado de ser humana. Temas recorrentes nas letras incluem autoconhecimento e consciência.
Musicalmente, Imaginal Disk é um álbum de synth-pop, dance-pop e rock eletrônico. Lançou quatro singles, "Death & Romance", "Image", "Tunnel Vision" e "That's My Floor", lançados entre maio e agosto de 2024; três deles foram acompanhados por videoclipes influenciados pelos videoclipes de Peter Gabriel e seguem a narrativa do álbum, com Tenenbaum interpretando True. Magdalena Bay promoveu o álbum com uma turnê de shows, a Imaginal Mystery Tour, que começou em setembro de 2024 e está prevista para terminar em fevereiro de 2026.
Após seu lançamento, o álbum foi aclamado pela crítica musical. A maioria dos críticos elogiou seu estilo e o considerou uma evolução em relação ao seu álbum de estreia, Mercurial World (2021). O álbum apareceu em várias listas de fim de ano das melhores músicas, bem como em um ranking de meados da década da Paste. A mesma revista também elegeu "Death & Romance" como a melhor música lançada em 2024. Comercialmente, Imaginal Disk alcançou o top 40 na Austrália e apareceu em paradas secundárias no Reino Unido e nos Estados Unidos.

## Antecedentes
Em 2021, a dupla americana Magdalena Bay, formada por Mica Tenenbaum e Matthew Lewin, lançou seu álbum de estreia Mercurial World com aclamação da crítica. No ano seguinte, a dupla lançaria a sua edição deluxe, que continha versões alternativas de faixas do álbum e novas músicas, lançado pela Luminelle Recordings. Enquanto promoviam o álbum com uma turnê de shows, a dupla começou a trabalhar em novas músicas. Paralelamente, eles trabalharam com Jihyo e Lil Yachty, e lançaram Mini Mix, Vol. 3, um extended play (EP) com sete músicas curtas acompanhadas por um videoclipe completo. Em junho de 2023, a dupla assinou com a gravadora Mom + Pop Music, sediada em Nova York. Em um comunicado, eles expressaram seu entusiasmo pelo "o que o futuro reserva" e anunciaram que "a próxima etapa, a próxima fase está aqui". Após uma série de postagens nas redes sociais provocando a chegada de novas músicas em 2024, Magdalena Bay anunciou seu segundo álbum, Imaginal Disk.

## Composição e gravação
Magdalena Bay começou a escrever e trabalhar no Imaginal Disk em 2022. Durante o processo de criação do álbum, eles queriam fazer algo diferente de Mercurial World, que continha músicas com uma estrutura pop clássica; eles decidiram "brincar um pouco com isso". Várias demos foram descartadas, pois a dupla sentiu que eram sérias demais, embora acreditassem que "soavam bem". Tenenbaum disse que estava em "[sua] primeira fase dos Beatles e depois na fase de Paul McCartney" enquanto escrevia Imaginal Disk. Ela e Lewin também estavam ouvindo a discografia do Pink Floyd, bem como álbuns de Fiona Apple, Radiohead e St. Vincent. Vários outros artistas e álbuns foram mencionados como inspirações para o Imaginal Disk, incluindo as composições da musicista americana Fiona Apple, a trilha sonora de 2000 Selmasongs da musicista islandesa Björk, e banda britânica Electric Light Orchestra. De acordo com as notas do encarte do Imaginal Disk, ele foi gravado principalmente em seu estúdio caseiro, que é conhecido como "Mag Bay HQ". Partes adicionais de bateria e orquestra foram gravadas respectivamente no Honeymoon Suite em Los Angeles e no IMRSV Studios em Estocolmo.

### Música e conceito
Musicalmente, Imaginal Disk foi descrito pelos críticos como um álbum predominantemente de synth-pop, dance-pop, e rock eletrônico, contudo, também contém elementos de música pop, psicodelia, new age, disco, shoegaze e rock progressivo. A produção foi chamada de maximalista. Anna Gaca da Pitchfork afirma que ele se afasta do som otimista do pop para se ajustar a uma "realidade cínica e paranóica".
Descrito pela dupla e alguns críticos como um "álbum conceitual solto", as letras de Imaginal Disk estabelecem uma narrativa que gira em torno de True, uma personagem representada por Tenenbaum nos videoclipes do álbum. True é implantada com um "disco imaginal", um objeto em forma de CD, em sua testa para se transformar em seu eu ideal. Quando o corpo de True rejeita o disco, ela empreende uma jornada de autoconhecimento para entender "o que significa ser humano", como afirmado pela dupla. A dupla afirmou que a narrativa do álbum foi desenvolvida após a escrita da música, com a narrativa fornecida como uma "camada de significado sobre o disco" e enredada no design visual do álbum e dos vídeos. Tenenbaum e Lewin desenvolveram a arte da capa com Maria Shatalova; ela retrata uma mão demoníaca inserindo um CD na testa de Tenenbaum de cima para baixo.
Imaginal Disk compartilha seu nome com os discos imaginais, estruturas dentro dos corpos de larvas de insetos que emergem para formar partes de seus corpos adultos. De forma semelhante, o conceito de "nova imagem" abordado na faixa "Image" faz referência à fase final da metamorfose, o imago. O título foi inspirado pela leitura de Tenenbaum sobre a metamorfose e seu interesse na relação entre esses processos genéticos e "ideias de si" aplicadas à natureza humana. Lewin afirmou que o título do álbum agiu como um "duplo sentido" para conectar o conceito da capa do álbum de "inserir um disco na testa de alguém" com os temas de "consciência, memória e percepção". O autoconhecimento também é um tema recorrente,  junto de identidade e tecnologia. Os membros da dupla têm perspectivas diferentes em relação à natureza romântica do álbum: Tenenbaum opinou que é menos romântico que Mercurial World, enquanto Lewin discordou, considerando "o sentido histórico da palavra" e acreditando que é mais melodramático e sombrio.

### Músicas
O álbum se inicia com "She Looked like Me!", construído em um ritmo de dança com samples distorcidos, sintetizadores e percussão. É seguido por "Killing Time", uma canção de yacht rock  começando de forma semelhante à música lounge antes de atingir o clímax com um solo de guitarra, linhas de guitarra psicodélicas e cantos de palavras faladas, misturando elementos pop e progressivos. "True Blue Interlude" é um interlúdio sonhador que tem uma vibe semelhante aos infomerciais. É seguido por "Image", uma música disco e pop com conteúdo lírico que se concentra na autoidentidade e reflexão, com versos de renascimento: "Meet your brand new image" (conheça a sua nova imagem). Os refrões de "Image" iniciam uma contagem regressiva para "22" e "mais 21 minutos". A quinta música, "Death & Romance", é predominantemente liderada por acordes de piano, ao mesmo tempo que contém sintetizadores e bateria. Evan Sawdey da Spin definiu-a como uma das faixas "mais longas e melodramáticas" da dupla, marcando um afastamento das estruturas mais tradicionais. Em "Fear, Sex", Tenenbaum critica a ideia de um humano aprimorado por computador: "Shoulda known those dirty bastards/Would put wires in your head". A faixa dream pop "Vampire in the Corner" contém as letras favoritas da dupla no álbum. A música é sobre amar uma pessoa mesmo quando dói fazê-lo, como ela canta: "Someone call the coroner/'Cause you're breaking my heart/My god, I think I mighta loved you too much". "Watching TV", a oitava canção, foi comparada por Andy Steiner da Paste à música "chill", do álbum Kid A. Na peça central do álbum de cinco minutos "Tunnel Vision", a dupla explora temas de inteligência artificial e ódio a si mesmo. Sua produção aumenta à medida que avança, incorporando um som de synth rock  com uma linha de baixo e bateria. Na faixa, a contagem regressiva iniciada em "Image" termina; naquele momento, um colapso é apresentado, o que leva ao segundo ato do álbum.
A décima faixa, "Love Is Everywhere", tem uma produção disco marcada pelo uso de um teremin. O instrumental psicodélico da música é uma versão retrabalhada da contribuição da dupla para "Running Out of Time" de Lil Yachty. Gaca comparou o interlúdio "Feeling DiskInserted?" a "livros de bolso de ficção científica YA". O rock progressivo e o synth funk psicodélico de "That's My Floor" também contêm um solo de guitarra no final.  Sua letra tem um senso de descoberta: "Never really noticed I'm the transcendental type". Magdalena Bay disse que é sobre "como [eles] imaginam que uma festa deve ser. [Eles] nunca foram a uma". Enquanto trabalhavam na faixa disco-pop "Cry for Me", a dupla ficou "obcecada" por "Dancing Queen" (1976) do grupo sueco ABBA. Eles queriam capturar o sentimento de "Dancing Queen" na música, embora "Cry for Me" seja mais "temperamental e dramática", de acordo com Lewin. Tenenbaum revelou que as letras são escritas da perspectiva de um personagem, seja um herói ou um vilão, que quer "ser lavado de seus pecados e renascer como um ser puro". Ao analisar o álbum, Matt Collar, da AllMusic, descreveu "Angel on a Satellite" como uma balada "relaxante" com pop barroco e sons da natureza,  também liderada por um piano acústico.  A última música, "The Ballad of Matt & Mica", é uma faixa autorreferencial que repete uma melodia de "She Looked like Me!". O álbum se encerra com um final feliz, que foi interpretado por Gaca como uma alusão à vida real de Tenenbaum e como ela chegou com Lewin a Los Angeles.

## Lançamento e divulgação

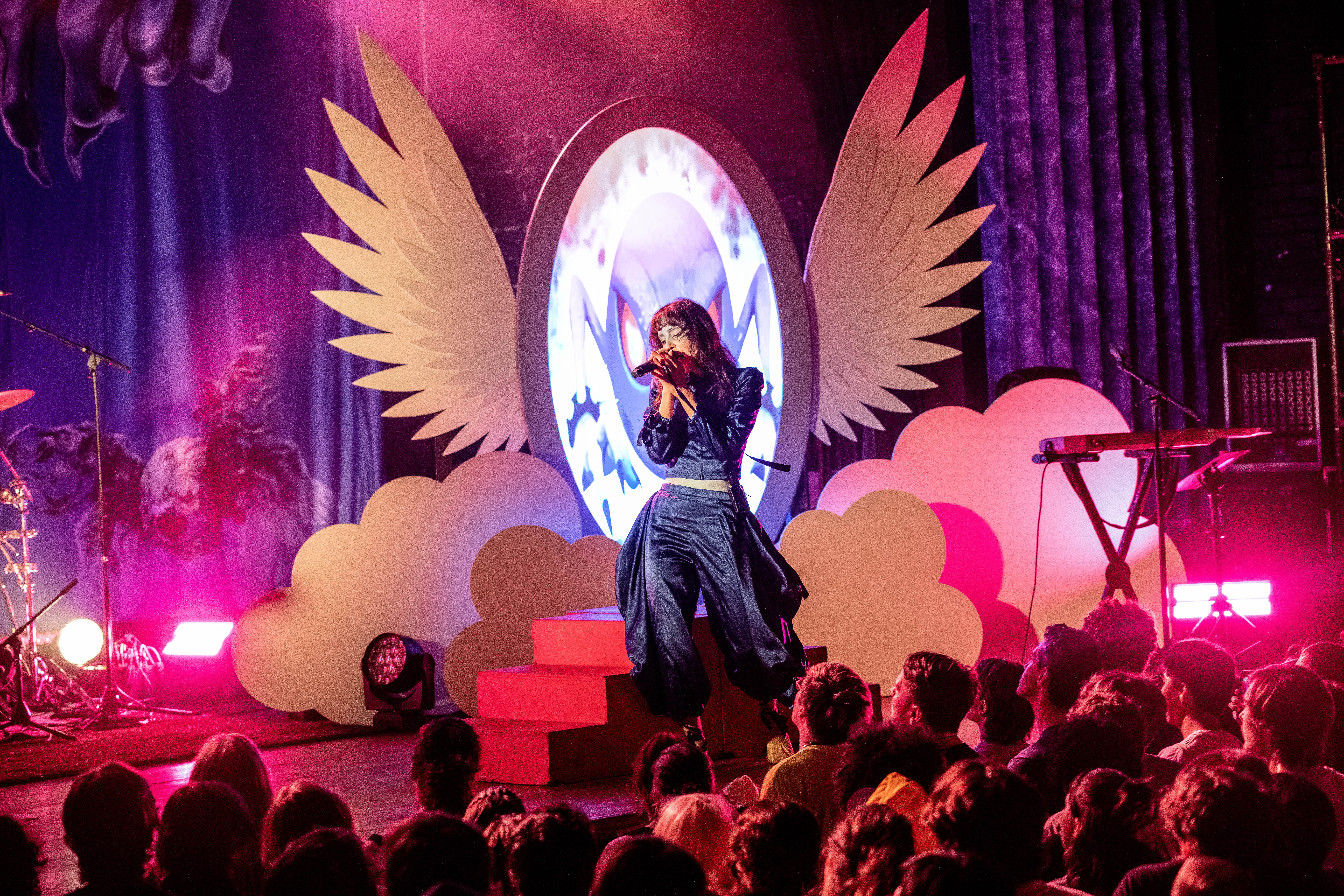
Magdalena Bay se apresentando na Imaginal Mystery Tour em setembro de 2024

O single principal de Imaginal Disk, "Death & Romance", marcou o primeiro lançamento da dupla com a Mom + Pop Music, em 28 de maio de 2024. Em 18 de junho, o lançamento foi divulgado por um videoclipe com tema de ficção científica dirigido por Amanda Kramer, estendido para conter a música "Fear, Sex". O anúncio de Imaginal Disk em10 de julho foi acompanhado pela revelação de sua lista de faixas e o lançamento do segundo single "Image", com um vídeo também dirigido por Kramer. Foi seguido por um terceiro single, "Tunnel Vision", em 31 de julho. "That's My Floor", o quarto e último single, foi lançado em 21 de agosto, dois dias antes do lançamento do álbum; também foi apoiado por um videoclipe. Todos os vídeos seguem a narrativa do álbum, retratando True sendo perseguido por um monstro, deixado por um ser de luz e implantado com o "disco imaginário". Eles contêm estética Y2K e vaporwave, e foram influenciados pelos videoclipes de Peter Gabriel, os filmes Flash Gordon (1980) e House (1977), e a arte de Shana Moulton.
Imaginal Disk foi lançado em 23 de agosto de 2024, através de CD, vinil LP e formatos digitais. Alcançou paradas secundárias no Reino Unido e nos Estados Unidos; atingiu o pico de número 33 na parada de downloads de álbuns do Reino Unido, enquanto alcançava números 6 e 17 nas paradas Billboard Heatseekers Albums e Top Current Album Sales, respectivamente. Em 2025, entrou na parada de álbuns australiana na posição número 38. Magdalena Bay promoveu ainda mais o álbum com a Imaginal Mystery Tour, uma turnê de concertos que passou pela América do Norte, Europa e Austrália; começou em setembro de 2024 e está programada para terminar em outubro de 2025, com apresentações adicionais como parte de vários festivais de música, como Ceremonia na Cidade do México e Primavera Sound em Barcelona. Sam Austins serviu como banda de abertura em vários shows. Na turnê, a dupla tocou Imaginal Disk na íntegra e em ordem, intercalando-a com outras músicas de sua discografia, incluindo algumas de Mercurial World. Recebeu críticas principalmente positivas de Hannah Ewens do The Guardian e Adam England do The Line of Best Fit. Em 30 de outubro de 2024, Magdalena Bay fez sua estreia na televisão tarde da noite com uma apresentação de "Image" no Jimmy Kimmel Live!.

## Recepção crítica
| Críticas profissionais | Críticas profissionais |
| Pontuações agregadas   | Pontuações agregadas   |
| Fonte                  | Avaliação              |
| ---------------------- | ---------------------- |
| AnyDecentMusic?        | 7.9/10                 |
| Metacritic             | 85/100                 |
| Avaliações da crítica  |                        |
| Fonte                  | Avaliação              |
| AllMusic               | [ 43 ]                 |
| The Line of Best Fit   | 9/10                   |
| NME                    | [ 45 ]                 |
| Paste                  | 8.2/10                 |
| Pitchfork              | 7.7/10                 |
| Slant Magazine         | [ 48 ]                 |
| Sputnikmusic           | 3/5                    |
| Under the Radar        | [ 50 ]                 |

Imaginal Disk recebeu aclamação da crítica, de acordo com o Metacritic. No site agregador de resenhas, que atribui uma classificação normalizada a partir de publicações, o álbum recebeu uma pontuação média ponderada de 85 em 100 com base em 8 avaliações. A AnyDecentMusic? compilou 10 avaliações e atribuiu ao álbum uma pontuação de 7,9 em 10.
Alguns críticos compararam Imaginal Disk com os projetos anteriores de Magdalena Bay. Em uma crítica para ooopMatters, Sawdey o percebeu como uma melhoria em relação ao Mercurial World, sendo "mais colorido, mais ambicioso e muito mais estranho". Escrevendo para o Paste, Eric Bennett concordou com o último descritor e o chamou de mais surpreendente. Otis Robinson da NME opinou que o álbum "consolida ainda mais" a tradição apresentada anteriormente por Tenenbaum e Lewin.  Escrevendo para o Under the Radar, Caleb Campbell disse que a dupla "explorou novas texturas e alcance emocional".
O estilo do Imaginal Disk foi elogiado. Nick Seip da Slant Magazine escreveu que o "longo e ambicioso" Imaginal Disk os encontra "em seu momento mais radical" e o elogiou por "de fato ir a algum lugar". Matt Collar, da AllMusic, elogiou a vibração por ser "absolutamente distinta" e a comparou ao pop conceitual de Charli XCX e Caroline Polachek. Matthew Kim, do The Line of Best Fit, também o descreveu como "único" e disse que o álbum "é uma prova da boa e velha arte".
Os críticos também comentaram sobre a narrativa do álbum. Kim acreditava que o conceito "não é estritamente importante para o álbum", e é "mais como uma coleção de canções pop centradas em um tema comum". Ele também afirmou que o álbum não é homogêneo, mas "consegue" se sentir coeso. Steiner opinou que a dupla "se empurra para fora de sua zona de conforto". Gaca disse que o conceito "denso" geralmente funciona, mas não em todas as músicas. Em uma crítica menos positiva, o Sputnikmusic elogiou a "arte e atenção aos detalhes" do álbum, mas considerou que faltava profundidade devido à sua premissa "superestimulada [e] desorientada" e ao tratamento superficial de seus temas.

### Rankings
Várias publicações incluíram Imaginal Disk em listas de fim de ano dos melhores álbuns lançados em 2024, incluindo posições top 10 da NME, Stereogum, Slant Magazine, e Our Culture Mag. Também apareceu em uma lista não classificada publicada pela Uproxx. Em outubro de 2024, Paste incluiu Imaginal Disk em uma classificação de meados da década dos melhores álbuns. A mesma revista nomeou o single "Death & Romance" a melhor música de seu ano de lançamento. Outras faixas que estavam presentes nas listas de fim de ano incluem "She Looked like Me!", "Image", e "That's My Floor".
| Publicação/crítica | Elogio                         | Classificação | Ref.   |
| ------------------ | ------------------------------ | ------------- | ------ |
| Consequence        | Os 50 melhores álbuns de 2024  | 29            | [ 61 ] |
| Exclaim!           | 50 melhores álbuns de 2024     | 15            | [ 62 ] |
| The Forty-Five     | Os melhores álbuns de 2024     | 23            | [ 63 ] |
| NME                | Os 50 melhores álbuns de 2024  | 5             | [ 51 ] |
| Our Culture Mag    | Os 50 melhores álbuns de 2024  | 8             | [ 54 ] |
| Paste              | Os 100 melhores álbuns de 2024 | 26            | [ 64 ] |
| Pitchfork          | Os 50 melhores álbuns de 2024  | 19            | [ 65 ] |
| PopMatters         | Os 80 melhores álbuns de 2024  | 42            | [ 18 ] |
| Slant Magazine     | Os 50 melhores álbuns de 2024  | 10            | [ 53 ] |
| Stereogum          | Os 50 melhores álbuns de 2024  | 5             | [ 52 ] |

| Publicação | Lista                                                     | Classificação | Ref.   |
| ---------- | --------------------------------------------------------- | ------------- | ------ |
| Paste      | Os 100 melhores álbuns da década de 2020 até agora (2024) | 76            | [ 56 ] |

## Lista de faixas
Todas as faixas foram escritas por Mica Tenenbaum e Matthew Lewin.
| N.º            | Título                      | Duração |  |
| 1.             | "She Looked Like Me!"       | 3:13    |  |
| 2.             | "Killing Time"              | 3:53    |  |
| 3.             | "True Blue Interlude"       | 1:49    |  |
| 4.             | "Image"                     | 3:32    |  |
| 5.             | "Death & Romance"           | 5:14    |  |
| 6.             | "Fear, Sex"                 | 2:32    |  |
| 7.             | "Vampire in the Corner"     | 3:22    |  |
| 8.             | "Watching T.V."             | 4:05    |  |
| 9.             | "Tunnel Vision"             | 5:05    |  |
| 10.            | "Love Is Everywhere"        | 3:14    |  |
| 11.            | "Feeling DiskInserted?"     | 0:58    |  |
| 12.            | "That's My Floor"           | 3:42    |  |
| 13.            | "Cry for Me"                | 5:07    |  |
| 14.            | "Angel on a Satellite"      | 4:03    |  |
| 15.            | "The Ballad of Matt & Mica" | 4:00    |  |
| Duração total: | Duração total:              | 53:36   |  |

## Créditos
Os créditos foram adaptados das notas do encarte.
Magdalena Bay
- Mica Tenenbaum – produção, vocais
- Matthew Lewin – produção, arranjos de cordas, arranjos de metais, backing vocals

Músicos adicionais
 
- Nick Villa – bateria
- Erik Arvinder – condutor de orquestra
- Anna Roos Stefansson – violino
- Brusk Zanganeh – violino
- Daniel Migdal – violino
- Daniela Bonfiglioli – violino
- Fredrik Syberg – violino
- Martin Stensson – violino
- Oscar Treitler – violino
- Sofie Sunnerstam – violino
- Tove Lund – violino
- Veronika Novotna – violino
- Vicky Sayles – violino
- Erik Holm – viola
- Mathilda Brunstrøm – viola
- Riikka Repo – viola
- Vidar Andersson – viola
- Daniel Thorell – vioncello
- Filip Lundberg – vioncello
- Pelle Hansen – vioncello
- Walter McTigert – contrabaixo
- Martin Lood – trompete
- Johan Wahlgren – trompa
- Chris Parkes – trompa
- Håkan Björkman – trombone
- Mikael Oskarsson – trombone
- Jon Fridmann – trompete adicional (1ª faixa)

Técnico
- Justin Raisen – produção adicional (10ª faixa)
- Emily Lazar – masterização
- Dave Fridmann – mixagem
- Willem Bleeker – engenharia da orquestra
- Erik Arvinder – engenharia da orquestra
- Pat Jones – engenharia da bateria (faixas 2, 5, 12, 13)
- Jon Fridmann – assistente de mixagem
- Oliver Hill – arranjos de corda, arranjos de metais

Visuais
- Maria Shatalova – arte de exterior
- Zhe Con – arte de interiores
- Remi Volcair – design de layout

## Paradas
| Parada (2024–2025)                                    | Pico |
| ----------------------------------------------------- | ---- |
| Álbuns australianos ( ARIA )                          | 38   |
| Escócia (Official Scottish Albums)                    | 27   |
| Reino Unido (UK Digital Albums)                       | 33   |
| Álbuns dos Heatseekers dos EUA ( Billboard )          | 6    |
| Maiores vendas de álbuns atuais nos EUA ( Billboard ) | 17   |